# Drážní úřad
Drážní úřad (DÚ) je správní úřad České republiky se sídlem v Praze, podřízený Ministerstvu dopravy ČR. Je orgánem státní správy a organizační složkou státu. Zřízen byl 1. ledna 1995 drážním zákonem č. 266/1994 Sb. k výkonu působnosti drážního správního úřadu. 
Vykonává státní správu ve věcech železničních drah s výjimkou speciálních, pokud zákon pro určité případy nestanoví, že tuto působnost v určitém směru vykonává jiný správní úřad, a v některých případech také pro ostatní kategorie drah, tj. dráhy tramvajové, trolejbusové, lanové a železniční dráhy speciální (zejména výkon působnosti speciálního stavebního úřadu s výjimkou území hlavního města Prahy, homologace vozidel a schvalování způsobilosti vozidel k provozu).

## Organizační členění
Drážní úřad se člení na:
- sekci infrastruktury (speciální stavební úřad; sekce je územně rozdělena na oblasti Praha, Plzeň a Olomouc),
- provozně-technickou sekci (např. homologace vozidel a schvalování technické způsobilosti vozidel, vydávání úředních povolení k provozování dráhy a licencí k provozování drážní dopravy; sekce je rozdělena na odbor drážní dopravy a licencí, odbor UTZ a odbor drážních vozidel a ECM).

Drážní úřad sídlil od svého vzniku do roku 2025 v budově pražského hlavního nádraží. Kvůli rekonstrukci Fantovy budovy byl posléze přesunut do Paláce Pyramida v Bělehradské ulice na pražských Vinohradech. Dále má svá pracoviště také v Plzni a Olomouci.

## Vedení
V čele Drážního úřadu stojí ředitel.
| Č. | Jméno           | Od            | Do             | Poznámka        |
| -- | --------------- | ------------- | -------------- | --------------- |
| 1. | Jaroslav Vrána  | 1995          | 31. srpna 1996 |                 |
| –  | Tomáš Stone     | 1996          | ?              | pověřen řízením |
| 2. | Tomáš Stone     | ?             | květen 2003    |                 |
| –  | Miroslav Dvořák | 2003          | 2003           | pověřen řízením |
| 3. | Pavel Kodym     | říjen 2003    | 1. října 2013  |                 |
| 4. | Jiří Hanuš      | 1. října 2013 | červenec 2014  |                 |
| 5. | Jiří Kolář      | 1. srpna 2014 | dosud          |                 |